# هرمان شابيرا

كان تسفي هرمان شابيرا (1840–1898)، أو هرمان هيرش شابيرا رياضياتي روسي وصهيوني. وكان أول من اقترح فكرة تأسيس الصندوق القومي اليهودي لشراء الأراضي في فلسطين.
ولد في إرسفيلكن، قرب تاوروغن، بلده صغيرة في ليتوانيا، وتلقي شابيرا تعليمه للحاخامية.
كان من الصهاينة المتحمسين، حيث تمسك ببرنامج بازل من البداية. في عام 1884 اقترح شابيرا فكرة تأسيس الصندوق القومي اليهودي من أجل الحصول على الأرض في فلسطين. وأفصح عن أن هذه الفكرة مرة أخرى في المؤتمر الصهيوني الأول في عام 1897، ولكن هذه الفكرة لم تلقى اهتماماً إلا بعد أربع سنوات، أي بعد وفاة شابيرا. ومع ذلك، لا يزال يعتبر مؤسس الصندوق القومي اليهودي، الذي أصبح لاعباً هاماًَ داخل الحركة الصهيونية، وكان له تأثير كبير على تنمية وتشجير إسرائيل. في ذات المؤتمر الصهيوني عام 1897، طرح شابيرا فكرة تأسيس جامعة عبرية في القدس.
خلال جولة محاضرة صهيونية أصيب بالتهاب رئوي في كولونيا، وتوفي في المدينة في 8 مايو 1898.

## روابط خارجية
- Hermann Schapira at the Mathematics Genealogy Project